# 劉一帆 (廚師)
劉一帆（英語：Steven Liu，1975年10月28日—），台灣資深廚師，於台北市私立開平餐飲學校畢業。目前為費爾蒙國際酒店集團品牌形象大使兼和平饭店行政总厨，在2012-2013年擔任東方衛視頂級廚師節目評審，在節目中有“地獄廚師”之稱。

## 經歷
- The Ritz Landis Taipei
- The Sherwood Hotel Taipei
- Club Med Bali
- The Savoy London,Grill Room by Gordon Ramsay
- The Dorchester London, The Grill
- La Réserve Genève Hotel & Spa Geneve
- TAJ Hotels， Resorts and Palace India
- Fairmont Dubai， Spectrum on One
- Fairmont Yangcheng Lake 阳澄湖费尔蒙酒店
- Fairmont Peace Hotel 上海和平飯店
- FRHI, Fairmont Raffles Hotel International
- The Steven’s Concept Ltd.
- 加入國際名廚Ollie Couillard的菁英團隊
- 參與打造新概念餐廳米其林兩星餐廳The Grill Room
- 加拿大青年廚藝1993
- 新融合亞洲料理賽，加拿大1993
- 第九屆FHA新加坡沙龍廚藝競賽1994
- 台北市餐旅技職教育傑出獎2005
- 台北市餐旅技職教育傑出獎2006
- 印度泰基酒店法餐廳The GRAZE 傑出概念餐廳， Food & Wine Magazine 2007
- 印度泰基酒店法餐廳The GRAZE全球設計酒店大獎， Hotel World Design Award 2007
- 費爾蒙杜拜六星級飯店光譜餐廳
- 年度最佳餐廳， Time Out Magazine2007/2008
- 最佳週五早午餐餐廳，Time Out Magazine2008
- 最佳總經理特別餐廳，What's On Restaurant Awards， 2008
- 中東沙龍廚藝競賽年度廚師教練，領隊2007/2008
- 最佳餐旅飯店，Time Out Magazine China 2010
- 最佳商務，餐飲度假村，Travel & Leisure 2010

## 广告代言
- 肯德基新菜单-BBQ手撕猪肉堡，2015年，中国大陆

## 綜藝節目
- 2012-2013年《頂級廚師》第一、二季評委
- 2014-2016年《星廚駕到》評委[6]
- 2015年10月起，中央電視台《厨王争霸》廚藝總監
- 2015-2016年江蘇衛視《加油小當家》評委
- 2017年《好好吃飯吧》主持[7]
- 2023《大使的寶藏家宴》

## 外部連結
- 劉一帆的新浪微博
- 劉一帆在互联网电影资料库（IMDb）上的資料（英文）
- 刘一帆简介 （页面存档备份，存于），凤凰网，2016-03
- 美食与爱不可辜负：刘一帆的酸甜人生 （页面存档备份，存于），新浪娱乐，2014年10月14日